# RNK Split
RNK Split is een Kroatische voetbalclub uit Split.

## Geschiedenis
De club werd opgericht op 16 april 1912 en staat bekend als arbeidersclub. RNK speelt in de schaduw van stadsrivaal Hajduk. In 1957 promoveerde de club, met onder anderen Tomislav Ivić in de gelederen, naar de hoogste klasse van Joegoslavië en degradeerde meteen in het eerste seizoen. In 1960 promoveerde de club een tweede keer, maar ook nu degradeerde de club meteen. Hierna speelde de club voornamelijk in de lagere klassen. In 2010 werd de club kampioen van de 2. HNL en promoveerde zo na 50 jaar opnieuw naar de hoogste klasse. In het eerste jaar pakte de club meteen Europees voetbal.

## Erelijst
- Kroatische beker

Finalist: 2015

## Eindklasseringen vanaf 1992
| Seizoen | Competitie            | Niveau | Eindstand | Beker        | Opmerking                                                    |
| ------- | --------------------- | ------ | --------- | ------------ | ------------------------------------------------------------ |
| 1992    | 2. HNL-Zuid           | II     | 3         | --           |                                                              |
| 1992/93 | 2. HNL-Zuid           | II     | 2         | 1e ronde     |                                                              |
| 1993/94 | 2. HNL-Zuid           | II     | 6         | --           |                                                              |
| 1994/95 | 2. HNL-Zuid           | II     | 4         | 8e finale    |                                                              |
| 1995/96 | 2. HNL-Zuid           | II     | 7         | --           |                                                              |
| 1996/97 | 2. HNL-Zuid           | II     | 1         | --           | dit seizoen geen promotie ivm afschaffing groep B van 1. HNL |
| 1997/98 | 2. HNL-Zuid           | II     | 1         | 8e finale    | 3e in promotieserie B                                        |
| 1998/99 | 2. HNL                | II     | 5         | --           |                                                              |
| 1999/00 | 2. HNL                | II     | 15        | 1e ronde     |                                                              |
| 2000/01 | 3. HNL-Zuid           | III    | 10        | --           |                                                              |
| 2001/02 | 3. HNL-Zuid           | III    | 9         | --           |                                                              |
| 2002/03 | 3. HNL-Zuid           | III    | 15        | --           |                                                              |
| 2003/04 | 1. ŽNL Split/Dalmatië | IV     | 5         | --           |                                                              |
| 2004/05 | 1. ŽNL Split/Dalmatië | IV     | 7         | --           |                                                              |
| 2005/06 | 1. ŽNL Split/Dalmatië | IV     | 9         | --           |                                                              |
| 2006/07 | 4. HNL-Zuid A         | IV     | 2         | --           |                                                              |
| 2007/08 | 4. HNL-Zuid A         | IV     | 1         | --           |                                                              |
| 2008/09 | 3. HNL-Zuid           | III    | 1         | --           |                                                              |
| 2009/10 | 2. HNL                | II     | 1         | 1e ronde     |                                                              |
| 2010/11 | 1. HNL                | I      | 3         | --           |                                                              |
| 2011/12 | 1. HNL                | I      | 4         | 8e finale    |                                                              |
| 2012/13 | 1. HNL                | I      | 5         | 8e finale    |                                                              |
| 2013/14 | 1. HNL                | I      | 4         | --           |                                                              |
| 2014/15 | 1. HNL                | I      | 7         | Finale       | < GNK Dinamo Zagreb: 0-0 (2-4 n.s.)                          |
| 2015/16 | 1. HNL                | I      | 6         | --           |                                                              |
| 2016/17 | 1. HNL                | I      | 10        | halve finale |                                                              |
| 2017/18 | 3. HNL-Zuid           | III    | 4         | 1e ronde     | geen licentie voor 2. HNL                                    |
| 2018/19 | 3. HNL-Zuid           | III    | 13        | 1e ronde     |                                                              |
| 2019/20 | 3. HNL-Zuid           | III    | 2         | --           |                                                              |
| 2020/21 | 3. HNL-Zuid           | III    |           |              |                                                              |

## In Europa
Uitslagen vanuit gezichtspunt RNK Split
| Seizoen                                                    | Competitie    | Ronde | Land              | Club                 | Totaalscore | 1e W    | 2e W    | PUC |
| ---------------------------------------------------------- | ------------- | ----- | ----------------- | -------------------- | ----------- | ------- | ------- | --- |
| 2011/12                                                    | Europa League | 2Q    | Vlag van Slovenië | NK Domžale           | 5-2         | 2-1 (U) | 3-1 (T) | 2.5 |
|                                                            |               | 3Q    | Vlag van Engeland | Fulham FC            | 0-2         | 0-0 (T) | 0-2 (U) | 2.5 |
| 2014/15                                                    | Europa League | 1Q    | Vlag van Armenië  | MIKA Asjtarak        | 3-1         | 2-0 (T) | 1-1 (U) | 5.0 |
|                                                            |               | 2Q    | Vlag van Israël   | Hapoel Beër Sjeva    | 2-1         | 2-1 (T) | 0-0 (U) | 5.0 |
|                                                            |               | 3Q    | Vlag van Oekraïne | Tsjornomorets Odessa | 2-0         | 2-0 (T) | 0-0 (U) | 5.0 |
|                                                            |               | PO    | Vlag van Italië   | Torino FC            | 0-1         | 0-0 (T) | 0-1 (U) | 5.0 |
| Totaal aantal behaalde punten voor UEFA coëfficiënten: 7.5 |               |       |                   |                      |             |         |         |     |

## Bekende (ex-)spelers
- Mate Bilić
- Darko Butorović
- Sokol Cikalleshi
- Duje Čop
- Tomislav Dujmović
- Mirko Hrgović
- Tomislav Ivić
- Tomislav Mrkonjić
- Ivan Radeljić
- Ante Rebić
- Ivica Vastić
- Julien Vercauteren
- Zdenko Vukasovic